# Carovilli
Carovilli – miejscowość i gmina we Włoszech, w regionie Molise, w prowincji Isernia.
Według danych na rok 2004 gminę zamieszkiwały 1522 osoby, 37,1 os./km².